# Municipio de Grant (condado de Page)
El municipio de Grant (en inglés: Grant Township) es un municipio ubicado en el condado de Page en el estado estadounidense de Iowa. En el año 2010 tenía una población de 5577 habitantes y una densidad poblacional de 60,23 personas por km².

## Geografía
El municipio de Grant se encuentra ubicado en las coordenadas 40°45′52″N 95°18′32″O / 40.76444, -95.30889. Según la Oficina del Censo de los Estados Unidos, el municipio tiene una superficie total de 92.6 km², de la cual 92,31 km² corresponden a tierra firme y (0,32 %) 0,29 km² es agua.

## Demografía
Según el censo de 2010, había 5577 personas residiendo en el municipio de Grant. La densidad de población era de 60,23 hab./km². De los 5577 habitantes, el municipio de Grant estaba compuesto por el 96,66 % blancos, el 0,32 % eran afroamericanos, el 0,2 % eran amerindios, el 0,43 % eran asiáticos, el 1 % eran de otras razas y el 1,38 % eran de una mezcla de razas. Del total de la población el 3,73 % eran hispanos o latinos de cualquier raza.